# インフォニックス
株式会社インフォニックス（英文社名:Inphonix, Inc.）は、かつて存在した東京都豊島区南大塚に本社・本部機構（登記上の本店は名古屋市中村区名駅に所在する名古屋オフィス）を置く、電気通信事業支援を行う企業。

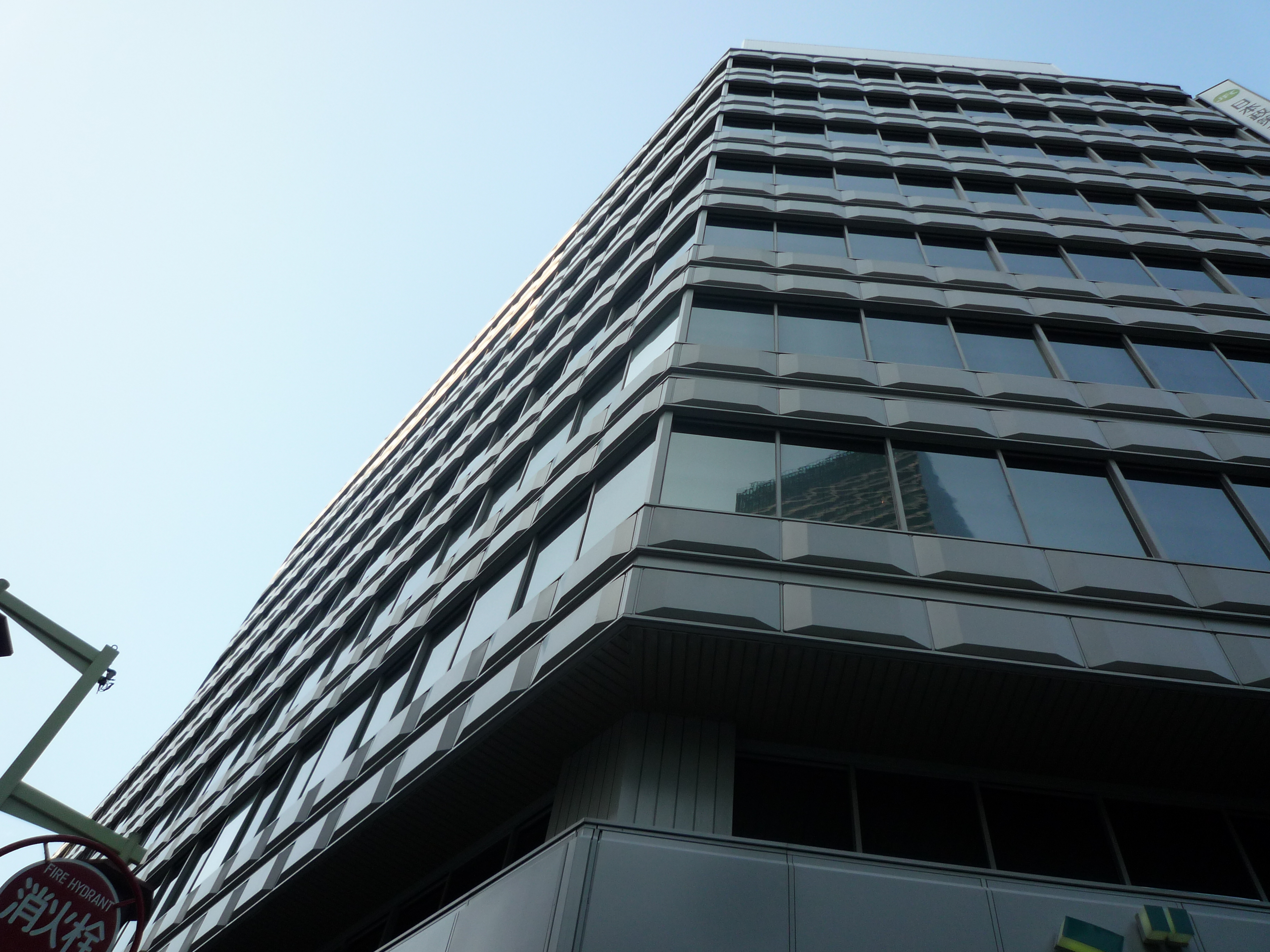
堀内ビル（本店所在地）

## 沿革
- 1996年12月 株式会社ユーエフコミュニケーションズを設立
- 2002年12月 株式会社インフォニックスに改称
- 2003年8月  株式会社ヴェリーを吸収合併
- 2005年9月  MVNE（Mobile Virtual Network Enabler、仮想移動体サービス提供者）事業に参入
- 2008年3月  MVNO(仮想移動体通信事業者)事業可能性評価サービスを開始
- 2009年4月  携帯電話MVNO1社について、バックエンドソリューションを提供開始
- 2009年5月  伊藤忠商事株式会社が筆頭株主となり、同社の持分法適用会社となる
- 2009年7月  セレクトモバイル（MVNO事業引受サービス）提供開始
- 2009年8月 ECナビのMVNEとして、同社と協業による「ECナビケータイ」ブランドで、携帯電話の音声通話事業に参入（KDDI・沖縄セルラー電話のMVNOによる）
- 2010年5月 日本航空インターナショナルのMVNEとして、同社と協業による「JALマイルフォン」ブランドで、KDDIとの3社連合により携帯電話の音声通話事業を開始（KDDI・沖縄セルラー電話のMVNOによる）
- 2010年5月 阪神タイガースのMVNEとして、同社と協業による「Tigersケータイ」ブランドで、KDDIとの3社連合により携帯電話の音声通話事業を開始（KDDI・沖縄セルラー電話のMVNOによる）
- 2010年6月 読売巨人軍のMVNEとして、同社と協業による「GIANTSケータイ」ブランドで、KDDIとの3社連合により携帯電話の音声通話事業を開始（KDDI・沖縄セルラー電話のMVNOによる）
- 2010年9月 東京地方裁判所に、民事再生法の適用を申請
- 2010年11月 セレクトモバイルをKDDIに譲渡し、MVNEとして手がける4ブランドの通信網部分をKDDIが譲受。
- 2011年2月 MVNE事業・ビリングソリューション事業・通信サービス事業を株式会社サジェスタムに譲渡。
- 2011年9月 民事再生手続終結。それに伴い、9月15日付で解散。